# Samuel Martinius z Dražova
Samuel Martinius z Dražova (31. ledna 1593, Hořovice – 7. února 1639, Pirna) byl český luteránský kazatel, spisovatel, oponent Jednoty bratrské, od roku 1628 žil jako exulant v Pirně.

## Život
Před Bitvou na Bílé hoře byl domácím kaplanem Jindřicha Matyáše Thurna a členem utrakvistické konsistoře. Od roku 1628 žil v exilu v Pirně, kde byl téhož roku ustanoven jako kazatel českého exulantského sboru. V Pirně probíhaly bohoslužby v českém jazyce. Samuel Martinius chtěl před saskou vrchností vystupovat jako mluvčí všech českých exulantů – tedy i jménem Jednoty bratrské. On sám byl, při vpádu Sasů do Čech v roce 1631, zvolen v Čechách do funkce administrátora podobojí. Kvůli jeho nárokům na vedoucí postavení mezi exulanty došlo k roztržkám, které posilovaly spory o rozdělování zahraničních finančních sbírek ve prospěch exulantů, či věroučné hádky o to, kdo je věrnějším následovníkem České konfese. Tyto konflikty, které vrhaly na český pobělohorský exil nepříznivé světlo, však po smrti Samuela Martinia z Dražova ustaly.

## Dílo
V roce 1635 zaútočil Samuel Martinius níže uvedeným dílem na Jednotu bratrskou, kterou tam obvinil z kalvinismu.
- Pět a třidceti mocných, znamenitých a slušných důvodů neb příčin, pro které všickni evangelistští Čechové za jedno býti a obzvláštně ti, kteří k někdejší Jednotě bratrské se přihlašovali, v církvích evangelistských konfessí Augšpurskou neb Českou se řídících ku požívání svátosti velebné, večeře Pána našeho Jezu Krista poslední, přistupovati mají, s dobrým svědomím mohou a povinni jsou.

Proti tomuto nařčení vydal v roce 1636 sbor Jednoty bratrské obranný spis o 150 stránkách – autoři díla nebyli uvedeni. Název tohoto spisu je: Na spis proti Jednotě bratrské od Sam. Martinia z Dražova sepsaný Ohlášení. Autoři (šlo o J. A. Komenského a seniora Jednoty Pavla Fabricia) v něm všech 35 útoků Samuela Martiniuse z Dražova odrazili.
V roce 1637 byl v Lešně vydán Jednotou bratrskou programový irénický spis: Cesta pokoje. To jest pravý, neomylný, jediný prostředek, kterýmž církev Boží v pokoji, svornosti a lásce zachována býti může; za příčinou nepokojných spisů M. Samuele Martinia, z Písem svatých vyhledaná, ukázaná a všechněm věrným Čechům podaná od starších kněží Jednoty bratrské. Tento spis měl mezi znesvářené strany přinést mír.
V roce 1637 Samuel Martinius z Dražova zaútočil proti Jednotě bratrské dalším spisem:
- Induciae Martinianae anebo Spráwa skrowná a potřebná; proč aneb z jakých příčin na ten čas odpowědi se nedáwá na ty dwa důtkliwé a hánlivé spisy od staršjch kněžj bratrských, wůbec Waldenských, w Lessně polském, pod tytulem Cesty pokoje a Rozebrání obrany roku tohoto 1637 wydaných. Pro posylnění mdlých, spewnění mocných, zapýření wssetečno-blekotných a zastaupení křiwolako-wyskkočných wůbec, včiněná od M. Samuele Martinyusa z Dražowa, na onen čas Konsystoře ewangelické w Králowstwj Cžeském administrátora, nynj w Cýrkwi Cžeské pirnenské na desátý rok ewangelium Krystowého kazatele.[3]

V tomto díle oznámil, že už shromáždil zdrcující důkazy proti Českým bratrům (podle něj „valdenským“) a zveřejní o tom důkladné pojednání. Avšak předtím, než se tak stalo, zemřel.